# Muzeum Walk o Wał Pomorski

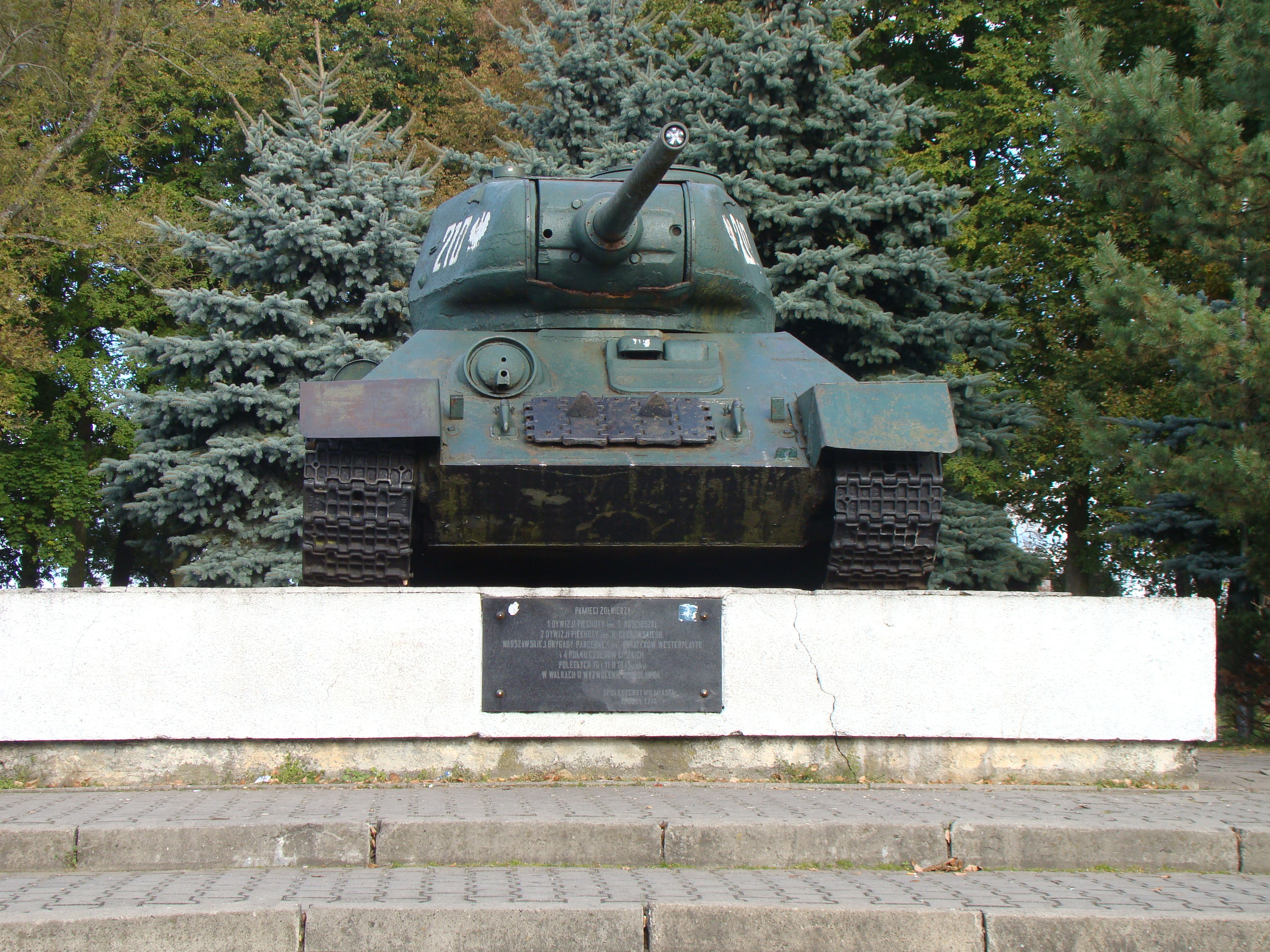
Czołg T-34-85 na postumencie jako pomnik wdzięczności żołnierzom LWP poległym w walkach o przełamanie Wału Pomorskiego – ekspozycja plenerowa muzeum

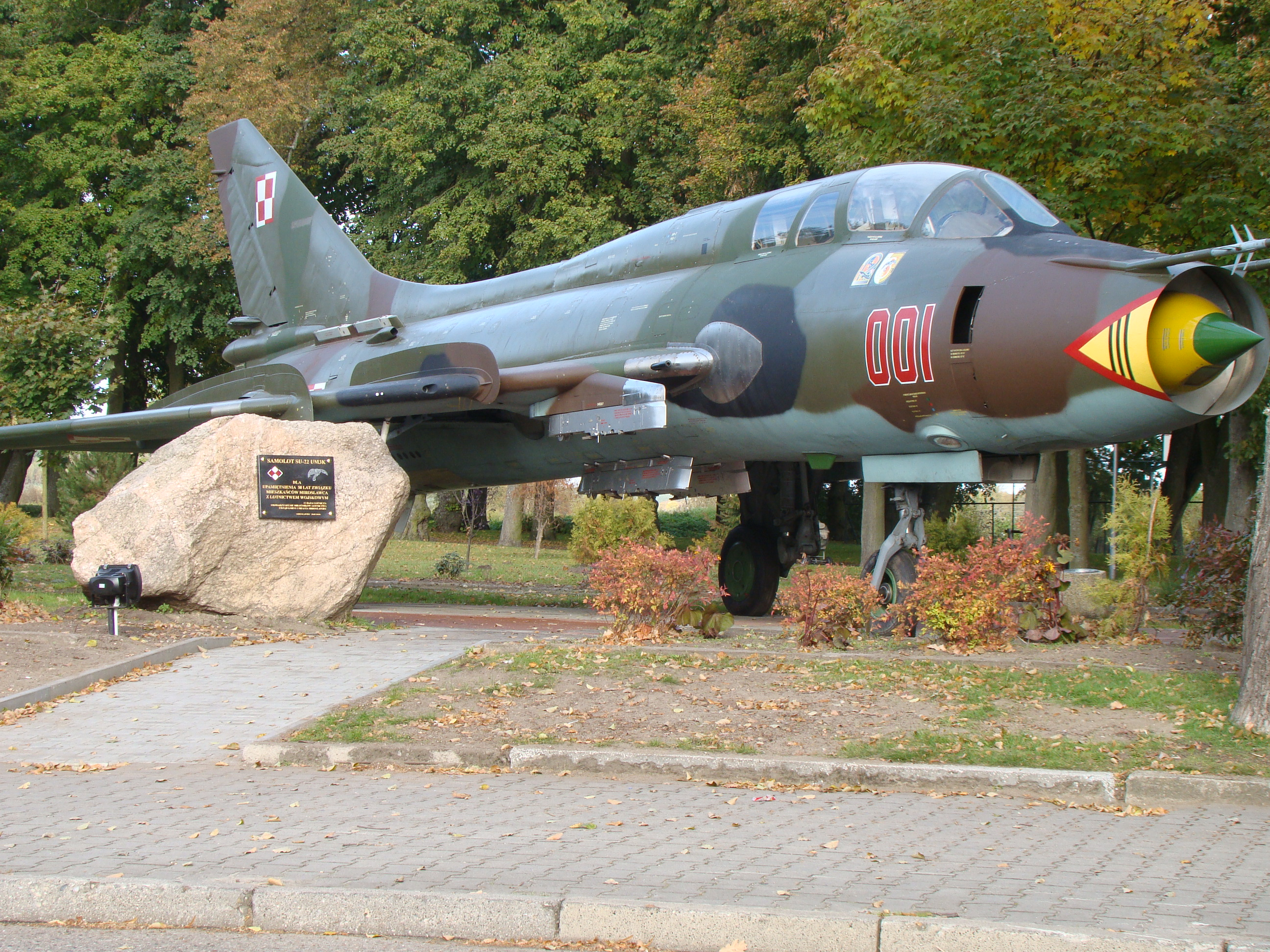
Samolot myśliwsko-bombowy Su-22 UM-3K upamiętniający 50 lat związku mieszkańców Mirosławca z lotnictwem wojskowym

Muzeum Walk o Wał Pomorski w Mirosławcu – muzeum wojskowe poświęcone historii walk na Pomorzu Środkowym na przestrzeni dziejów.
Muzeum otwarto 16 marca 1985 w budynku Miejsko-Gminnego Ośrodka Kultury przy współpracy m.in. z  Wojskiem Polskim. W pierwszej sali zgromadzono eksponaty związane z walkami o polskość od okresu piastowskiego do porozbiorowego, w drugiej zaś związane z LWP. Centralnym punktem jest diorama o wymiarach 9 × 3,3 m, przedstawiająca walki o przełamanie Wału Pomorskiego w rejonie Mirosławca.
Oprócz tego muzeum eksponuje kolekcję broni zarówno we wnętrzach, jak i w postaci ekspozycji plenerowej.